# Dr. Dolittle 3
Dr. Dolittle 3 é um filme de comédia familiar americano de 2006, lançado diretamente em vídeo. É o terceiro filme da franquia Dr. Dolittle, mas o primeiro a não ter Eddie Murphy e Raven Symone como protagonistas. O filme é estrelado por Kyla Pratt, que volta a interpretar Maya Dolittle. Kristen Wilson também reprisa seu papel como Lisa Dolittle.

## Sinopse
Maya Dolittle (Kyla Pratt) sonha em ser uma adolescente normal, mas herdou de seu pai o dom de falar com os animais. Suas habilidades sempre a deixam em situações embaraçosas, o que faz com que seus amigos a considerem maluca. Em um acampamento de verão Maya tenta esconder de todos seu dom, na tentativa de se enturmar. Porém quando seus amigos entram em perigo ela precisa usar mais uma vez suas habilidades para salvá-los.

## Elenco
- Kyla Pratt como Maya Dolittle
- Kristen Wilson como Lisa Dolittle
- John Amos como Jud Jones
- Walker Howard como Bo Jones
- Luciana Carro como Brooklyn Webster
- Tommy Snider como Clayton
- Calum Worthy como Tyler
- Ryan McDonell como Skip
- Dove Cameron como Khmer
- Chenier Hundal como Chip
- Ecstasia Sanders como Tammy
- Tara Wilson como Kiki
- Beverly Breuer como Sra. Taylor

### Vozes
- Norm Macdonald como Lucky - voz
- Phil Proctor como Macaco / Cachorro - vozes
- Gary Busey como Butch - voz
- Mark Moseley como Harry, o Falcão / Silver, o cavalo / Patches, o cavalo - vozes
- Paulo Costanzo como Cogburn, o Galo
- Chris Edgerly - LP, o cavalo / Diamante, o cavalo  / Porco / Cascavel - vozes
- Maggie Wheeler - Galinha Marrom / Galinha Macia - vozes
- Vanessa Marshall como Galinha Tan Hen / Galinha Branca - vozes
- Melanie Chartoff como Galinha Preta e Branca - voz
- Susan Silo como Maria, a cabra - voz
- Eli Gabay como Touro de Rodeio - voz
- Jenna von Oÿ como Gracie